# 의령 세간리 은행나무
의령 세간리 은행나무(宜寧 世干里 은행나무)는 대한민국 경상남도 의령군 유곡면 세간리에 있는 은행나무이다. 대한민국의 천연기념물 제302호로 지정되어 있다.

## 개요
은행나무는 살아 있는 화석이라 할 만큼 오래된 나무로 우리나라, 일본, 중국 등지에 분포하고 있다. 우리나라에는 중국에서 유교와 불교가 전해질 때 같이 들어온 것으로 전해지고 있다. 가을 단풍이 매우 아름답고 병충해가 없으며 넓고 짙은 그늘을 제공한다는 장점이 있어 정자나무 또는 가로수로도 많이 심는다.
이 세간리 은행나무는 의병장 곽재우 생가 앞에 있고, 수명은 600년 정도로 추정되며 높이는 24.5m, 가슴높이의 둘레는 10.3m 로서 밑동으로 2m부터 가지가 뻗어 있다. 곽재우가 의병을 훈련하던 유적지에서 자라며, 옆의 민가가 불이 나는 바람에 은행나무의 일부가 탔으나 살아남았다.
의령 세간리의 은행나무는 오랜 세월동안 조상들의 관심과 보살핌 가운데 살아온 나무로 문화적·생물학적 자료로서의 가치가 높아 천연기념물로 지정·보호하고 있다.

## 전설
세간리 은행나무의 남쪽 가지에서 자란 두개의 짧은 가지가 여인의 젖꼭지 같이 생겼다고 해서 젖이 나오지 않는 산모들이 찾아와 정성으로 빌면 효력을 받는다는 이야기가 전해오고 있다.

## 현지 안내문
은행나무는 살아 있는 화석이라 할 만큼 오래된 나무로 우리나라, 일본, 중국 등지에 분포하고 있다. 우리나라에는 중국에서 유교와 불교가 전해질 때 같이 들어온 것으로 전해지고 있다.

이 은행나무는 나이가 500년 정도로 추정되며, 높이 21m, 가슴높이의 둘레 10.3m로서 밑동에서 2m부터 가지가 뻗어 있다.
바로 옆의 느티나무와 함께 마을을 지켜주는 신성한 나무로 믿어지고 있다. 특히 남쪽가지에서 자란 두 개의 짧은 가지[돌기]가 여인의 유방같이 생겼다고 해서 젖이 나오지 않는 산모들이 찾아와 정성 들여 빈다는 이야기가 전해오고 있다.

## 현재 천연기념물로 지정되어 있는 은행나무
| 호수 | 품목                 | 지정(등록)일 | 소재지                                                         | 소유자(소유단체)                | 관리자(관리단체) |
| ---- | -------------------- | ------------ | -------------------------------------------------------------- | ------------------------------- | ---------------- |
| 30   | 양평 용문사 은행나무 | 1962.12.07   | 경기 양평군 용문면 신점리 626-1번지                            | 대한불교조계종 용문사           | 양평군           |
| 59   | 서울 문묘 은행나무   | 1962.12.07   | 서울특별시 종로구 성균관로 31 (명륜3가, 유림회관)              | 문화재청                        | 서울특별시       |
| 64   | 울주 구량리 은행나무 | 1962.12.07   | 울산 울주군 두서면 구량리 860번지                              | 울주군 외                       | 울주군           |
| 76   | 영월 하송리 은행나무 | 1962.12.07   | 강원 영월군 영월읍 하송리 190-4번지                            | 영월군                          | 영월군           |
| 84   | 금산 요광리 은행나무 | 1962.12.07   | 충남 금산군 추부면 요광리 329-8번지                            | 건설부 외                       | 금산군           |
| 165  | 괴산 읍내리 은행나무 | 1964.01.31   | 충북 괴산군 청안면 청안읍내로3길 8, (청안초등학교 내) (읍내리) | 충청북도교육감                  | 괴산군           |
| 166  | 강릉 장덕리 은행나무 | 1964.01.31   | 강원 강릉시 주문진읍 장덕리 643번지                            | 강릉시 외                       | 강릉시           |
| 167  | 원주 반계리 은행나무 | 1964.01.31   | 강원특별자치도 원주시 문막읍 반계리 1495-1번지                 | 원주시                          | 원주시           |
| 175  | 안동 용계리 은행나무 | 1966.01.13   | 경북 안동시 길안면 용계리 744외 8필                            | 국토교통부                      | 안동시           |
| 223  | 영동 영국사 은행나무 | 1970.04.27   | 충북 영동군 양산면 누교리 1395-14번지                          | 국토교통부 외                   | 영동군           |
| 225  | 구미 농소리 은행나무 | 1970.06.03   | 경북 구미시 옥성면 이곡1길 10 (농소리)                         | 건설부 외                       | 구미시           |
| 300  | 금릉 조룡리 은행나무 | 1982.11.09   | 경북 김천시 대덕면 조룡리 51외 2필                             | 김녕김씨충의공파김천금릉종중 외 | 김천시           |
| 301  | 청도 대전리 은행나무 | 1982.11.09   | 경북 청도군 이서면 대전리 638외 2필                            | 농림수산부 외                   | 청도군           |
| 302  | 의령 세간리 은행나무 | 1982.11.09   | 경남 의령군 유곡면 세간리 808외 3필                            | 의령군 외                       | 의령군           |
| 303  | 화순 야사리 은행나무 | 1982.11.09   | 전남 화순군 이서면 야사리 182-1번지 4필                        | 건설부 외                       | 화순군           |
| 304  | 강화 볼음도 은행나무 | 1982.11.09   | 인천 강화군 서도면 볼음도리 산186번지 외 1필                   | 강화군                          | 강화군           |
| 320  | 부여 주암리 은행나무 | 1982.11.09   | 충남 부여군 내산면 주암리 148-1번지 4필                        | 부여군 외                       | 부여군           |
| 365  | 금산 보석사 은행나무 | 1990.08.02   | 충남 금산군 남이면 석동리 709번지                              | 대한불교조계종 보석사           | 금산군           |
| 385  | 강진 성동리 은행나무 | 1997.12.30   | 전남 강진군 병영면 성동리 70번지                               | 건설교통부 외                   | 강진군           |
| 402  | 청도 적천사 은행나무 | 1998.12.23   | 경북 청도군 청도읍 월곡안길 28-293 (원리)                      | 적천사 외                       | 청도군           |
| 406  | 함양 운곡리 은행나무 | 1999.04.06   | 경남 함양군 서하면 운곡리 779번지                              | 함양군 외                       | 함양군           |
| 482  | 담양 봉안리 은행나무 | 2007.08.09   | 전남 담양군 무정면 봉안리 술지마을 1043-3번지                  | 건설부 외                       | 담양군           |
| 551  | 당진 면천 은행나무   | 2016.09.06   | 충청남도 당진시 동문1길 3 (면천면)                             | 충청남도교육청 외               | 당진시           |
| 562  | 인천 장수동 은행나무 | 2021.02.08   | 인천 남동구 장수동 63-6번지                                    | 충청남도교육청 외               | 남동구청         |

## 같이 보기
- 의령 세간리 현고수 (천연기념물 제493호)

## 참고 자료
- 의령 세간리 은행나무 - 국가유산청 국가유산포털